# Гусель, Вильям Анатольевич
Ви́льям Анато́льевич Гу́сель (родился 20 ноября 1941, Фрунзе, Киргизская ССР) — советский фармаколог и клинический фармаколог, доктор медицинских наук, профессор. Организатор и заведующий первой в СССР кафедрой педиатрической клинической фармакологии Ленинградского педиатрического медицинского института.

## Биография
Родился через 5 месяцев после начала Великой Отечественной войны в семье выпускников Московского химико-технологического института им. Д. И. Менделеева Анатолия Айзиковича Гуселя (1919, Любар — 2012, Хайфа) и его жены Шейны-Фейги Мееровны Гусель (урождённой Родман, 1919, Херсон — 2009, Хайфа).
Родителей разделила война. Летом 1941 года, как отличнице, Шейне Мееровне досрочно был выдан диплом инженера-электрохимика, и молодым специалистом Отделения химических наук АН СССР в ожидании ребёнка она эвакуировалась во Фрунзе. Отец же, для которого перед войной планировалось место в аспирантуре в одном из научных учреждений руководимых профессором А. Н. Фрумкиным, вместе со своим факультетом до окончания обучения в МХТИ был эвакуирован в Коканд. В 1942 году Анатолий Айзикович с отличием защитил диплом инженера-электрохимика и получил назначение на химический завод в Кемерово.
Только через год, оставив сына, родившегося уже в эвакуации, на попечение своих родителей, Ш. М. Гусель отправилась к мужу в Кемерово. Семья окончательно воссоединилась только в конце 1944 года и вскоре переехала сначала в Черновцы, а затем на родину матери в Херсон.
Учился Вильям Гусель в старейшей в Херсоне школе № 20 — бывшей городской гимназии, основанной ещё в 1815 году. Он окончил её с золотой медалью в 1958 году и одновременно завершил учёбу в Городской юношеской спортивной школе, получив первый «взрослый» разряд и вторую судейскую категорию по спортивной гимнастике.
Аттестат и спортивные заслуги позволяли Вильяму Гуселю продолжить образование практически в любом вузе страны. Он решил посвятить себя медицине и в 1958 году поступил в Ленинградский педиатрический медицинский институт.
Как свидетельствует сам Вильям Анатольевич, выбор будущей профессии и учёбы в Ленинграде были связаны с именем брата его матери, трагически погибшего военного врача Л. М. Родмана. Своей искренней убежденностью пойти по стопам дяди В. А. Гусель сумел заразить и ближайшего школьного друга Аркадия Горенштейна, ставшего впоследствии детским хирургом, сотрудником клиники члена-корреспондента АМН СССР Г. А. Баирова, а годы спустя профессором, одним из ведущих детских хирургов Израиля.
В начале 3-го курса определилась будущая медицинская специальность В. А. Гуселя. В 1961 году он пришёл в студенческое научное общество (СНО) при кафедре фармакологии академика В. М. Карасика и остался там на долгие годы.
В отличие от некоторых других руководителей кафедр, В. М. Карасик очень серьёзно относился к деятельности СНО, рассматривая его как важный источник пополнения научных кадров. Об этом свидетельствует направленность и значимость тем, которые он предлагал студентам. Так, одно из двух научных исследований, порученных В. А. Гуселю, было связано с новым для кафедры направлением: нейрофизиологией, нейрофармакологией и патологией центральной нервной системы. Экспериментальная часть работы предусматривала моделирование эпилепсии у животных. Неоценимую помощь в этом вопросе начинающему учёному оказали член-корреспондент АМН СССР А. В. Вальдман с сотрудниками своей кафедры в 1 ЛМИ. Именно эта работа и определила основные научные и прикладные интересы его дальнейшей профессиональной деятельности.
Серьёзность научного творчества В. А. Гуселя была высоко оценена как специалистами, так и товарищами и на шестом курсе студенты избрали его председателем СНО всего института. Тогда же В. М. Карасик пригласил Вильяма Анатольевича к себе в аспирантуру, а до того зачислил в штат кафедры лекционным лаборантом. К сожалению стать аспирантом Владимира Моисеевича В. А. Гуселю так и не пришлось. Академик скончался в июне 1964 года, когда в институте шли выпускные государственные экзамены.

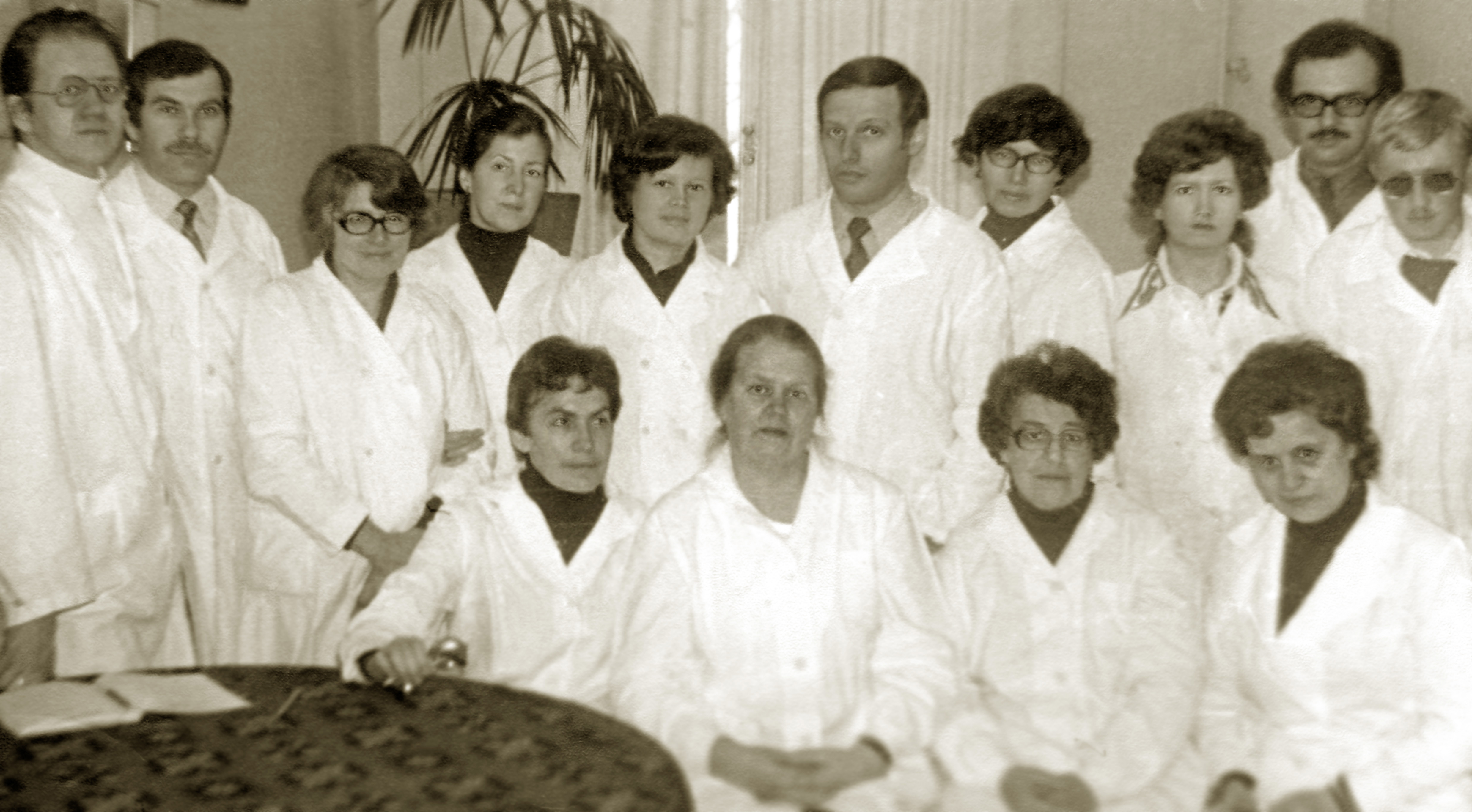
Сотрудники кафедры фармакологии ЛПМИ. За спиной профессора И. В. Марковой (в центре) стоит проф. В. А. Гусель. Первый слева будущий ректор ЛПМИ М. В. Неженцев, рядом — асс. А. М. Ротледер. Первый справа будущий д.м.н. В. Л. Козловский, рядом стоит асс. А. Р. Данилов

Кафедру фармакологии возглавила ученица В. М. Карасика доктор мед. наук И. В. Маркова. Хотя её собственные научные интересы лежали в иной плоскости, она согласилась стать научным руководителем В. А. Гуселя по теме, сформулированной ещё при жизни В. М. Карасика.
Кандидатская диссертация на тему: «Влияние средств, вмешивающихся в передачу нервных импульсов, на патологическую биоэлектрическую активность в головном мозгу кроликов с хроническим эпилептическим очагом в гиппокампе» была защищена В. А. Гуселем в мае 1968 года. Его официальный оппонент, профессор-психиатр С. С. Мнухин особо отметил практическую значимость работы.
Окончив в 1967 году аспирантуру, В. А. Гусель был оставлен ассистентом, а в 1976 году был избран на должность доцента своей кафедры.
Годом раньше Вильям Анатольевич защитил докторскую диссертацию: «Экспериментальное изучение эффективности фармакологических средств, взаимодействующих с холинергическими системами, при психомоторной эпилепсии». Хотя работа была удостоена самой высокой оценки всех 3-х официальных оппонентов, ведущего по профессии учреждения и неофициального оппонента академика АМН СССР Н. П. Бехтеревой, Высшая Аттестационная Комиссия (ВАК) утвердила решение Учёного совета института только через два года. Это было связано с тем, что вскоре после защиты ужесточились требования к диссертациям, однако, как оказалось, научное исследование В. А. Гуселя вполне соответствовала новым стандартам.
В 1978 году в возрасте 36 лет В. А. Гусель был избран на должность второго профессора кафедры фармакологии, став самым молодым профессором педиатрического института.

### Организация первой в СССР кафедры педиатрической клинической фармакологии

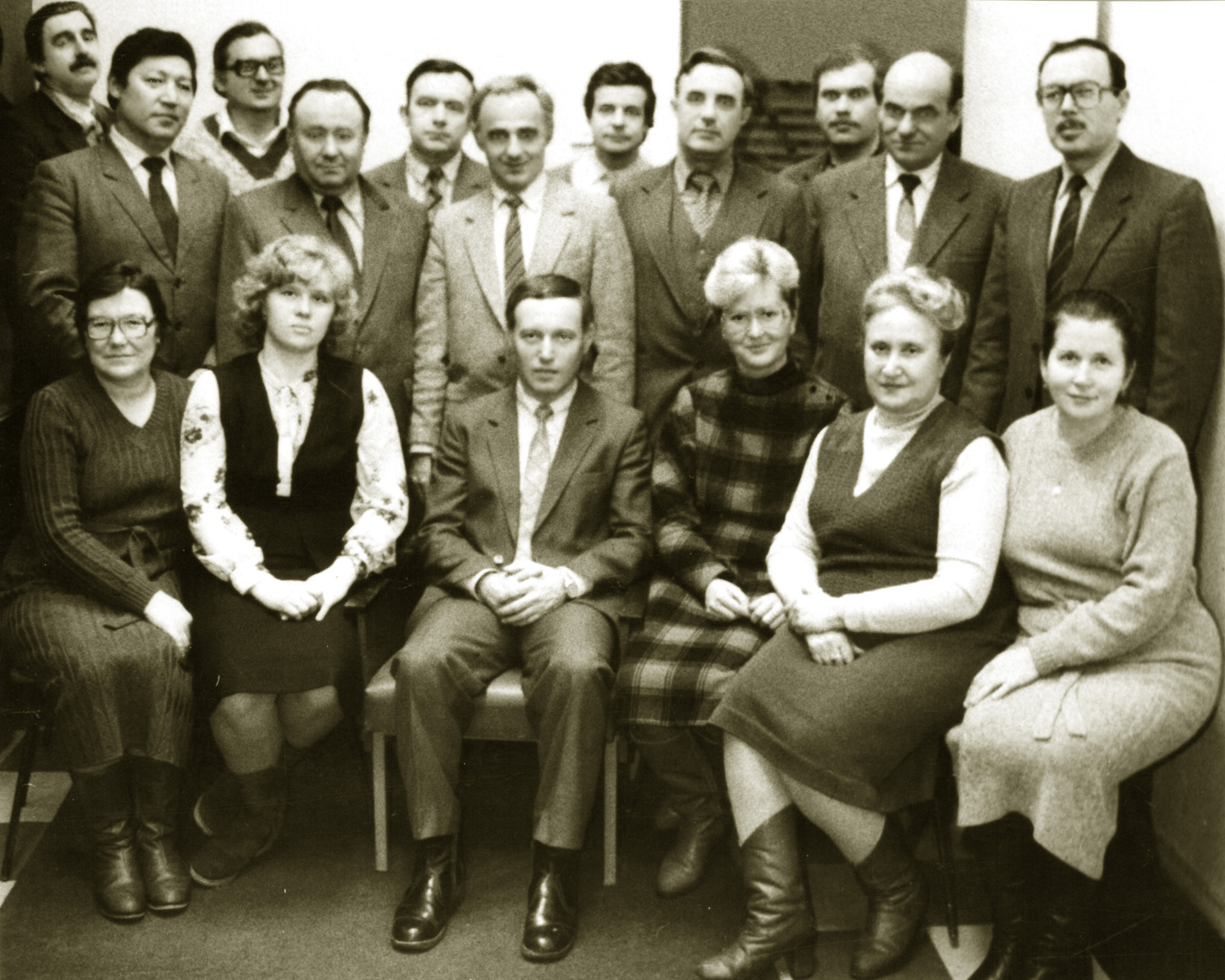
Сотрудники кафедры клинической фармакологии ЛПМИ (1-й состав) со слушателями ФПК. Сидит в центре проф. В. А. Гусель, за его спиной стоит проф. А. Д. Зисельсон. В заднем ряду слева направо ассистенты: П. Б. Коренев (1-й), Г. А. Лапис (4-й), А. М. Ротледер (5-й). 1987 г.

В 1983 году по инициативе ректора института профессора Г. А. Тимофеева и заведующей кафедрой фармакологии профессора И. В. Марковой было принято решение о создании в ЛПМИ второй в СССР кафедры клинической фармакологии, которая одновременно должна была стать первой педиатрической кафедрой подобного профиля.
Организация кафедры была поручена профессору В. А. Гуселю. Сознавая всю долю ответственности, сам Вильям Анатольевич поначалу сомневался в правильности такого решения. Он искренне считал, что новой кафедрой должен руководить опытный клиницист. Компромисс был найден, когда к работе удалось привлечь бывшего сокурсника, ассистента кафедры пропедевтики детских болезней А. Д. Зисельсона. Перейдя на новое для себя место, А. Д. Зисельсон вскоре был избран доцентом (с 1987 г. профессором) — ответственным за лечебную работу кафедры.
Клинической базой кафедры стала одна из ведущих в Ленинграде Детская городская больница № 1. Ассистентами были избраны фармаколог, имевший опыт клинической работы к.м.н. А. М. Ротледер, педиатры: к.м.н. Г. А. Лапис и один из ведущих специалистов ДГБ № 1 П. Б. Коренев. Лабораторию возглавил подполковник медицинской службы в отставке, к.м.н., доцент М. Б. Резник. На должность старшего лаборанта был принят вчерашний выпускник ЛПМИ А. В. Баландин.
Первые полгода были посвящены организационной работе: комплектованию коллектива, подготовке лекционного курса, методическим разработкам практических занятий. С сентября 1984 года кафедра клинической педиатрической фармакологии ЛПМИ включилась в учебный процесс. Преподавание велось на шестом (выпускном) курсе. Опытные ассистенты-клиницисты быстро заслужили признание у врачей базовых отделений, да и всей больницы. Особым авторитетом пользовались А. Д. Зисельсон и П. Б. Коренев. Последний спустя несколько лет стал начмедом ДГБ № 1.
Очень быстро кафедра, стала ведущим в СССР методическим центром по преподаванию клинической фармакологии. Эту роль она играла не только в отношении преподавателей педиатрического профиля. По программе факультета повышения квалификации (ФПК) преподавателей медицинских вузов страны ежегодно проводилось три цикла занятий: З недели для профессоров, 5 недель для доцентов и 8 недель для ассистентов. С 1985 года на кафедре началось обучение аспирантов, а с 1989 года — подготовка практикующих врачей-педиатров по вопросам клинической фармакологии по программе факультета усовершенствования врачей (ФУВ) ЛПМИ. Последнее обстоятельство потребовало расширение штата кафедры за счет должности доцента, на которую был избран опытный преподаватель и клиницист, к.м.н. Н. А. Аксёнов. Занятия со слушателями ФУВ осуществлялись на второй базе кафедры, в детском отделении Городской больницы № 38 им. Н. А. Семашко. В этот же период в штат кафедры были включены бывшие аспиранты: А. К. Хаджидис (1989 г.) и Н. В. Богатырева (1991 г.).

### Работа вГермании
В конце 1991 года, в те самые дни, когда СССР прекратил своё существование, В. А. Гусель и его жена получили приглашение на международный семинар, проводимый Социально-педиатрическим Центром в Гамбурге. За семинаром последовала двухгодичная научная командировка в этот центр. Закончилась она бессрочным контрактом, заключенным по предложению руководства центра. Кроме научно-педагогической деятельности, чтения лекций, контракт предусматривал практическую работу с больными. Формально, до заключения контракта, то есть до 1994 года Вильям Анатольевич оставался руководителем кафедры клинической фармакологии в ЛПМИ. Его обязанности все эти годы исполнял опытный педиатр-клиницист, недавний сотрудник кафедры педиатрии № 3 профессора И. М. Воронцова, доцент А. В. Харчев.
Спустя несколько лет работы в Гамбурге В. А. Гусель стал заместителем руководителя Центра по медицинской работе, главным консультантом по фармакотерапии, ведущим эпилептологом, действительным членом немецкого общества клинической нейрофизиологии. С 2013 года он профессор и научный руководитель высшей школы остеопатии в Гамбурге. Кроме руководства научной работой, в его обязанности входит чтение лекции по базовой и клинической фармакологии, а также отдельным разделам педиатрии.

## Семья
- Жена: Дина Леонидовна Герасимюк (ур. Фельдштейн, 1952 г.р.) — по образованию врач-педиатр, к.м.н., ассистент кафедры нервных болезней ЛПМИ, специалист в обл. остеопатии. С 1992 года проживает в Германии. Работает врачом-неврологом в Социально-педиатрическом Центре в Гамбурге. Защитила диссертацию по остеопатии, преподает в Высшей школе остеопатии. Автор и соавтор статей и монографии по остеопатии;
  - Приемная дочь: Наталья Юрьевна Макарова (ур. Герасимюк, 1972 г.р.) — училась в ЛПМИ. В 1996 году переехала в Германию. Руководитель группы кредитного отдела филиала Barclay-банка (Великобритания);
- Сыновья от первого брака:
  - Леонид Вильямович Гусель (1967 г.р.) — по образованию врач-педиатр. Проживает в Германии, сотрудник социального центра по обеспечению пенсионеров;
  - Александр Вильямович Гусель (1975 г.р.) — учился в ЛПМИ. Проживает в Германии. Менеджер финансового отдела крупной медицинской лаборатории.

## Вклад в медицинскую науку и практику
- В. А. Гусель явился автором создания нового направления в экспериментальной и клинической эпилептологии, впервые в СССР разработав способ экспериментального моделирования хронической эпилепсии. Это позволило изучить воздействие на эпилептический очаг некоторых наркотических средств, отдельных противоэпилептических препаратов и веществ, взаимодействующих с холино-, адрено- и серотонинергическими нейромедиаторными системами. доказать бесспорные преимущества моделирования очаговой эпилепсии для поиска новых противоэпилептических средств.
- В 70-е годы первым в ЛПМИ Вильям Анатольевич внедрил в практику научных разработок кафедры хозрасчётные прикладные исследования по договорам с различными учреждениями. В частности, на кафедре фармакологии он организовал изучение токсикологических аспектов различных используемых в промышленности веществ.
- В. А. Гусель организовал и возглавил первую в стране кафедру педиатрической клинической фармакологии. Под его руководством была разработана методика преподавания новой дисциплины, подготовлены и изданы учебно-методические пособия для педиатрических факультетов.

С организацией циклов повышения квалификации для преподавателей медицинских вузов, руководимая Вильямом Анатольевичем кафедра приобрела статус ведущего в СССР методического центра по преподаванию клинической фармакологии.
- Впервые в педиатрической практике на базе ДГБ № 1 В. А. Гуселем была организована фармакокинетическая лаборатория. В повседневную клиническую практику были внедрены современные методы определения концентрации в крови пациентов различных лекарственных препаратов, а также разработаны компьютерные программы расчета индивидуального дозирования лекарств.
- На кафедре клинической фармакологии Вильямом Анатольевичем были организованы научно-прикладные исследования по испытанию эффективности в педиатрии новых лекарственных препаратов с целью регистрации их в Фармкомитете СССР и получения разрешения на применения в лечебных учреждениях страны.
- По заданию Министерства здравоохранения РСФСР в содружестве с заведующим кафедрой клинической фармакологии 2-го Московского медицинского института профессором Ю. Б. Белоусовым и заведующим кафедрой фармакологии Московского стоматологического института профессором Ю. Ф. Крыловым в 1990 году В. А. Гусель подготовил первую отечественную Программу по клинической фармакологии для студентов медицинских институтов.
- В годы работы в СССР под руководством профессора В. А. Гуселя было выполнено и защищено 6 кандидатских диссертаций (А. М. Ротледер, О. Н. Григорьева, И. Б. Михайлов, Л. И. Тывин, В. Л. Козловский, Н. Л. Вольф) на кафедре фармакологии и ещё 8 диссертаций (совместно с соруководителем-клиницистом) на кафедре клинической фармакологии: Д. Л. Герасимюк, Л. А. Мельникова, Г. И. Лушанова, И. В. Сиротина, С. К. Хоршев, М. И. Мошеев, А. К. Хаджидис, Н. В. Богатырёва. В роли постоянного консультанта Вильям Анатольевич принимал участие в работе над докторскими диссертациями В. И. Гузевой и Л. С. Страчунского.

Научная и практическая деятельность В. А. Гуселя является редким примером того, как профессор чисто теоретической медицинской дисциплины на протяжении второй половины своей трудовой деятельности стал клиницистом, успешным врачом-педиатром.

## Научные труды
В. А. Гусель является автором и соавтором около 140 печатных работ в научных медицинских изданиях, в том числе нескольких монографий. Имеет 1 авторское свидетельство:
- Гусель В. А. Влияние веществ, взаимодействующих с серотонинореактивными системами, на эпилептиформную активность в гиппокампе кроликов. — Фармакология и токсикология. — 1971, № 2. — Т. 34. — С. 135-139.
- Гусель В. А., Корнилова О. М. Влияние глицина на следовые разряды последействия и активность эпилептогэнного очага в гиппокампе кроликов. — Физиологический журнал СССР имени И. М. Сеченова. — 1974, № 6. — Т. 60. — С. 885-889.
- Гусель В. А., Свердлов Л. С. Экспериментальное и клиническое изучение эффективности холинолитиков при психомоторной эпилепсии. / В сб. "Лечение эпилепсии". — Тр. Ленинградского НИИ психоневрол. им. Бехтерева. — 1974. — Т. 68. — С. 48-54.
- Gusel W. A. Influence of Anticholinergic Drugs on After-discharges and Activity of Epileptogenic Foci in Rabbit Hippocampus. — Pharmacol., Biochem., Behav (USA). — 1974, № 1. — Vol. 2. — P. 1-7.
- Гусель В. А., Ротледер А. М. Влияние морфина и налорфина на активность эпилептогенного очага в гиппокампе кроликов. — Фармакология и токсикология. — 1975, № 3. — Т. 38. — С. 275-277.
- Гусель В. А. Отравления препаратами, содержащими мышьяк. / В кн."Отравления в детском возрасте" / Ред.: И. В. Маркова, А. М. Абезгауз. — Л.: Медицина, 1977. — С. 199-202.
- Гусель В. А. Противоядия. / Гл 48 в кн. Марковой И. В., Синяева В. Н., Утешева Б. С. "Фармакология". — М.: Медицина, 1979. — С. 575-577.
- Гусель В. А. Фармакотерапия в системе реабилитационных мероприятий. / В кн."Реабилитация в детском возрасте" / Ред.: О. Ф.Тарасов, М. И. Фонарёв. — Л.: Медицина, 1980. — С. 56-69.
- Гусель В. А., Григорьева О. Н. Развитие функциональной активности холинергических и серотонических систем головного мозга в онтогенезе. — Журнал эволюционной биохимии и физиологии. — 1981, № 1. — Т. 17. — С. 87-92.
- Гусель В. А., Маркова И. В. Цели и задачи возрастной (педиатрической) фармакологии. — Фармакология и токсикология. — 1983, № 2. — Т. 46. — С. 11-20.
- Гусель В. А., Тывин Л. И. Сочетанное влияние магнитного поля и антигипосантов на эпилептогенные очаги в гиппокампах кроликов. — Бюллетень экспериментальной биологии и медицины. — 1983, № 9. — Т. 96. — С. 29-31.
- Гусель В. А., Вольф Н. Л., Фердман Л. А. Влияние акупунктуры на активность экспериментальных эпилептогенных очагов в гиппокампе кроликов. — Бюллетень экспериментальной биологии и медицины. — 1985, № 1. — Т. 99. — С. 32-34.
- Gusel W. A. Met-Enkephaline: Epileptogenic or Antiepileptic Action? / 1-st Soviet-Italien Symposium on Neurology. Leningrad, 12-14 Juni 1984. — Reprint from: Acta Neurologica (Napoli). — 1985, № 3-4. — Vol. 7. — P. 273.
- Гусель В. А., Козловский В. Л. Влияние ГАМК - позитивных средств на первичные и зеркальные эпилептогенные очаги в гиппокампе крыс. — Фармакология и токсикология. — 1986, № 3. — Т. 49. — С. 96-100.
- Гусель В. А. Клиническая фармакология лекарственных средств, используемых в неотложной терапии. / В кн."Неотложная помощь в педиатрии". — Л.: Медицина, 1987. — С. 56-84.
- Гусель В. А., Гузева В. И., Михайлов И. Б. Аллопуринол в комплексной терапии тяжелых форм эпилепсии у детей. — Журнал невропатологии и психиатрии имени С. С. Корсакова. — 1988, № 6. — Т. 88. — С. 69-72.
- Гусель В. А., Маркова И. В. Справочник педиатра по клинической фармакологии. — М.: Медицина, 1989. — 318 с.
- Zisselson A. Gusel W., Smirnoff D. Peculiarities of Aminofillin Dosage for Maintenance Therapy in Children with Chronic Asthma. Allergie a. Immunology.(Interasthma-90). — Prague, год = 1989, Suppl. 5. — P. 49.
- Gusel W. A. Relationships between Kynurenine and Serotonin Pathways and Antiepileptic Treatment Strategies. Meeting of the International Study Group for Tryptophan Research. — Baltimore (USA), 1989. — P. 43.
- Гусель В. А., Хаджидис А. К., Цыбулькин Э. К. Влияние дофамина на гемодинамику при гиподинамической форме сердечной недостаточности у новорожденных детей. — Вопросы охр. материн. и детства. — 1990, № 1. — Т. 35. — С. 17-20.
- Гусель В. А., Герасимюк Д. Л., Клименко В. А. и др. Особенности применения фенобарбитала и карбамазепина (финлепсина) у детей, больных эпилепсией и церебральными спастическими параличами, осложненными эпилепсическим синдромом. — Журнал невропатологии и психиатрии имени С. С. Корсакова. — 1990, № 8. — Т. 90. — С. 25-27.
- Goussel W., Guerassimiouk D., Markhoff J-P. Entwicklungsphysiologie. / In: Möckel E., N.Mitha (Hrsg). "Handbuch der pädiatrischen Osteopathie". — Kandern: Urban & Fischer, 2006. — P. 85-100. — ISBN 3437564005.
- Guerassimiouk D., Goussel W., Rega B. Der Zehengang. — DO-Deutsche Zeitschrift für Osteopathie. — 2015, № 4. — Vol. 13. — P. 24-27.

Продолжение списка научных работ
- Гусель В. А. Влияние тиопентала и уретана на корково-подкорковые взаимоотношения в мозгу кроликов при экспериментальной эпилепсии. / Матер. докл. 17 науч. конф. молод. сотруд. ЛПМИ. — Л., 1966. — С. 5-6.
- Гусель В. А. Биоэлектрическая активность коры больших полушарий и структур лимбической системы мозга кролика при экспериментальной эпилепсии. / "Электрофизиология центр. нервн. сист." Матер. 5 Всесоюзн. конфер. — Тбилиси, 1966. — С. 93-94.
- Гусель В. А. Участие биогенных аминов в гиперсинхронной активности хронического эпилептогенного очага в гиппокампе кроликов. / Матер.докладов 18 научной конф. молодых науч. сотр. ЛПМИ. — Л., 1967. — С. 19-20.
- Гусель В. А. Влияние наркотических средств на ЭЭГ кроликов с хронической височной эпилепсией. — Журнал невропатологии и психиатрии имени С. С. Корсакова. — 1967, № 5. — Т. 67. — С. 713-717.
- Гусель В. А. Изменения биоэлектрической активности головного мозга и поведения кроликов в процессе формирования хронического эпилептогенного очага в гиппокампе. — Патологическая физиология и экспериментальная терапия. — 1967, № 5. — С. 69-74.
- Гусель В. А. Влияние средств, вмешивающихся в передачу нервных импульсов, на патологическую биоэлектрическую активность в головном мозгу кроликов с хроническим эпилептогенным очагом в гиппокампе. / Автореф. кандидат, дисс. — Л., 1967.
- Гусель В. А. Влияние средств, взаимодействующих с холино- и адренореактивными системами на эпилептиформную активность в гиппокампе кроликов. — Фармакология и токсикология. — 1970, № 4. — Т. 33. — С. 406-411.
- Гусель В. А. Влияние непосредственного введения холинолитиков в гиппокамп на его возбудимость и активность эпилептического очага. / В сб."Современные проблемы фармакологии".Матер. III съезда фармакологов СССР. — Киев, 1971. — С. 81-82.
- Гусель В. А. Изменения возбудимости гиппокампа в норме и при экспериментальной очаговой эпилепсии под влиянием прямого и парентерального введения холинолитиков и холиномиметиков. / Сб."Вопросы фармакологии нейротропных средств".Тезисы докл. конф. — Рига: "Знание ", 1971. — С. 89-93.
- Гусель В. А. Роль холинореактивных структур в регуляции возбудимости гиппокампа. / Сб."Система гомеостазиса в норме и патологии". Тез.доклад. годич.науч.конференции / Ред.: доц. О. Ф. Тарасов. — Л., 1971. — С. 18.
- Гусель В. А. Отравление противоэпилептическими средствами. / В кн. "Отравления в детском возрасте". — Л.: Медгиз, 1971. — С. 120-123.
- Гусель В. А. Отравления соединениями, содержащими мышьяк. / В кн. "Отравления в детском возрасте". — Л.: Медгиз, 1971. — С. 162-165.
- Гусель В. А. Отравления грибами. / В кн. "Отравление в детском возрасте". — Л.: Медгиз, 1971. — С. 183-188.
- Гусель В. А. Отравления препаратами бытовой химии. / В кн. "Отравления в детском возрасте". — Л.: Медгиз, 1971. — С. 188-194.
- Гусель В. А., Ротледер A. M. О локализации в гиппокампе М- и Н-холинореактивных структур. — Фармакология и токсикология. — 1972, № 5. — Т. 35. — С. 552-565.
- Гусель В. А. Значение холинореактивных систем для "реализации" гиперсинхронных процессов возбуждения в гиппокампе. / "Физиол.роль медиаторов." Тезисы докл. Всесоюзного симпоз. — Казань, 1972. — С. 81.
- Гусель В. А. О хеморецепции системы возвратного торможения в гиппокампе. / В сб."Тезисы докл. V Вcecoюз.конф. no нейрокибернетике. — Ростов-на-Дону, 1973. — С. 85.
- Гусель В. А., Ржевская Г. Ф. Эффективность дифенизида при экспериментальных судорогах и очаговой эпилепсии у животных. / VI Поволжская конф. физиологов с участ. биохимиков, фармакол.и морфологов. Материалы. — Чебоксары, 1973. — Т. 2. — С. 20.
- Гусель В. А., Ржевская Г. Ф. Изменение возбудимости гиппокампа кроликов под влиянием веществ, потенцирующих эффекты ацетилхолина. / В сб."Фармокол.и токсик. фосфорганических соедин. и др. биологически активных веществ".Вып.2. науч.тр. — Казань, 1974. — Т. 41. — С. 23-26.
- Гусель В. А., Ржевская Г. Ф., Токмовцева И. С. Экспериментальное и клиническое изучение противоэпилептического эффекта дифенизида. / В сб."Фармокол.и токсик. фосфорганических соедин. и др. биологически активных веществ".Вып.2. науч.тр. — Казань, 1974. — Т. 41. — С. 26-29.
- Гусель В. А., Ротледер А. М. Оценка эффективности противоэпилептических средств на пенициллиновой модели очаговой психомоторной эпилепсии и по их влиянию на следовые разряды последействия в гиппокампе кроликов. — Фармакология и токсикология. — 1974, № 5. — Т. 37. — С. 546-549.
- Гусель В. А. Влияние холиномиметиков на следовые разряды последствия и активность эпилептогенного очага в гиппокампе кроликов. — Фармакология и токсикология. — 1975, № 1. — Т. 38. — С. 13-15.
- Гусель В. А., Григорьева О. Н. Онтогенетические особенности следовых разрядов последействия и активности эпилептогенного очага в гиппокампе кроликов. — Журнал эволюционной биохимии и физиологии. — 1975, № 4. — Т. 11. — С. 410-417.
- Гусель В. А., Григорьева О. Н. Возрастные особенности влияния М- и Н-холинолитиков на активность эпилептогенного очага в гиппокампе кроликов. — Журнал эволюционной биохимии и физиологии. — 1975, № 5. — Т. 11. — С. 497-501.
- Гусель В. А., Оленев С. Н., Сорокина Л. М. К патогенезу психомоторной эпилепсии (гистохимическое исследование пенициллинового эпилептогенного очага в гиппокампе крыс). — Журнал невропатологии и психиатрии имени С. С. Корсакова. — 1975, № 8. — Т. 75. — С. 1189-1193.
- Гусель В. А. Экспериментальное изучение эффективности фармакологических средств, взаимодействующих с холинергическими системами, при психомоторной эпилепсии. / Автореф. докт. дисс. — Л., 1975.
- Гусель В. А. Функция холинергических систем и эпилепсия. — Журнал невропатологии и психиатрии имени С. С. Корсакова. — 1976, № 4. — Т. 76. — С. 604-612.
- Гусель В. А., Григорьева О. Н. Влияние М- и Н-холиномиметиков на активность эпилептогенного очага в гиппокампе кроликов разного возраста. — Журнал эволюционной биохимии и физиологии. — 1976, № 5. — Т. 12. — С. 455-460.
- Гусель В. А. Медиаторные вещества центральной нервной системы и эпилепсия / "Фармакология здравоохранению". Тез. IV Всесоюз.съезда фармакол. — Л., 1976. — С. 58.
- Гусель В. А., Мухин Е. А., Гуцу Н. В. Сравнительная активность этирона при кислородных судорогах и эпилептифорных реакциях / VII нейрохимич. конф. Тез. научн. сообщ. — Л., 1976. — С. 148-149.
- Гусель В. А. Функция моноаминергических систем и эпилепсия (обзор литературы). — Журнал невропатологии и психиатрии имени С. С. Корсакова. — 1977, № 6. — Т. 77. — С. 924-931.
- Гусель В. А. Отравления противоэпилептическими средствами. / В кн."Отравления в детском возрасте" / Ред.: И. В. Маркова, А. М. Абезгауз. — Л.: Медицина, 1977. — С. 113-116.
- Гусель В. А. Отравления препаратами бытовой химии. / В кн."Отравления в детском возрасте" / Ред.: И. В. Маркова, А. М. Абезгауз. — Л.: Медицина, 1977. — С. 177-183.
- Гусель В. А. Отравления грибами. / В кн."Отравления в детском возрасте" / Ред.: И. В. Маркова, А. М. Абезгауз. — Л.: Медицина, 1977. — С. 231-237.
- Гусель В. А. Укусы ядовитых змей и пчел. / В кн."Отравления в детском возрасте" / Ред.: И. В. Маркова, А. М. Абезгауз. — Л.: Медицина, 1977. — С. 239-248.
- Гусель В. А., Григорьева О. Н. Изучение роли медиаторных систем в активности гиппокампового эпилептогенного очага у кроликов разного возраста как метод скрининга эффективных противоэпилептических средств. / Тез.докл. Всесоюзн. симп "Детские лекарств.формы". — М., 1978. — С. 27-28.
- Гусель В. А. Противосудорожные и противоэпилептические средства. / Гл 7 в кн. Марковой И. В., Синяева В. Н., Утешева Б. С. "Фармакология". — М.: Медицина, 1979. — С. 217-223.
- Гусель В. А., Михайлов К. Б. Повышение активности эпилептогенного очага в гиппокампе лягушки под влиянием кинуренинов и снижение её серотонином. — Бюллетень экспериментальной биологии и медицины. — 1979, № 2. — Т. 87. — С. 158-160.
- Гусель В. А., Воронин В. А., Ротледер A. M. Сравнительная оценка токсичности кротонового альдегида. / Тез. докл.на VI Всес. конф.по гиг. и токс. высокомолек. соедин. и хим. сырья, использ. для их синтеза. — Чебоксары, 1979.
- Гусель В. А., Воронин В. А., Ротледер A. M. Оценка видовой чувствительности при ингаляционном воздействии этанола. / Тез. докл.на VI Всес. конф.по гиг. и токс. высокомолек. соедин. и хим. сырья, использ. для их синтеза. — Чебоксары, 1979.
- Gusel W. A., Mikchailov J. B. Effect of Triptophan Metabolites on Activity of the Epileptogenic Focus in the Frog Hippocampus. — Journal of Neural Transmission. — 1980 № 1. — Vol. 47. — P. 41-52.
- Гусель В. А., Смирнов Д. П. Периферический механизм феномена привыкания к фенибуту. — Фармакология и токсикология. — 1980, № 4. — Т. 43. — С. 431-433.
- Гусель В. А. Моделирование очаговой эпилепсии -оптимальный подход к поиску и изучению противоэпилептических средств. / В сб. "Теоретические основы патологических состояний". Материалы Всес. конф. Теоретич. основы оптим. диагн. и лечения болез. нерв.сист. — Л.: Наука, 1980. — С. 209-212.
- Гусель В. А., Григорьева О. Н., Михайлов И. Б. Подход к изучению в эксперименте эффектов нейротропных средств при эпилепсии. / Всесоюз.конф "Нейрофармакология (новые препараты в неврологии)". — 1980. — С. 50-51.
- Гусель В. А., Михайлов И. Б. Участие кинуренинов в эпилептогенезе. / Всесоюз.конф "Нейрофармакология (новые препараты в неврологии)". — 1980. — С. 49.
- Гусель В. А., Козловский В. Л. Экспериментальное изучение противоэпилептического действия фенибута. / Тез.докл. Всес. симпоз. "Фенибут и замещенные гамма-аминамасляной кислоты и альфа-пирролидоны, Рига-Олайне, апр. 1981 г.". — Чебоксары, 1981. — С. 25-29.
- Гусель В. А., Максимов Н. С. О токсическом действии карбокромена. — Педиатрия. — 1981, № 5. — С. 68-70.
- Гусель В. А., Максимов Н. С. Отравления детей карбокроменом. Анализ 2-х случаев и терапевтические рекомендации. — Педиатрия. — 1981, № 10. — С. 75-76.
- Гусель В. А., Бельгова И. Н., Воронин В. А. Токсичность этилового спирта (этанола сырца). — Гигиена труда и профзаболевания. — 1982, № 8. — С. 55-56.
- Гусель В. А., Бельгова И. Н., Воронин В. А. Коррекция данных по токсичности кротонового альдегида (КА: ТУ6-09-3661-74). — Гигиена труда и профзаболевания. — 1982, № 8. — С. 54.
- Гусель В. А. Перспективы поиска противоэпилептических средств среди веществ, взаимодействующих с медиаторными системами. / "Физиол.активные вещества - медицине": тез. докл. V Всесоюзного съезда фармакологов. — Ереван, 1982. — С. 98-99.
- Гусель В. А., Григорьева О. Н., Власов Г. П. Снижение активности эцетилхолинэтеразы в области эпилептогенных очагов, созданных мет-энкефалином в гиппокампе крыс. — Бюллетень экспериментальной биологии и медицины. — 1983, № 2. — С. 36-38.
- Гусель В. А., Козловский В. Л. Влияние эндогенной ГАМК на активность первичных и зеркальных эпилептогенных очагов в гиппокампе крыс. / Тез. докл. на Всес. симпоз. "Фармакология произв. ГАМК". — Тарту, 1983. — С. 43.
- Гусель В. А., Власов Г. П., Кожевникова Н. Ю. Синтез олигопептидных производных 2-d -ala-5-des - метэнкефалинамида. / Тез. докл. на VI Всес. симпоз. "Химия белков и пептидов". — 1983. — С. 234-235.
- Гусель В. А., Михайлов И. Б. Фармако-динамические механизмы уменьшения активности эпилептогенного очага под влиянием аллопуринола. — Журнал невропатологии и психиатрии имени С. С. Корсакова. — 1983, № 6. — Т. 83. — С. 870-873.
- Гусель В. А., Власов Г. П., Кожевникова Н. Ю. Синтез природного мет-энкофалина и его аналогов на полимерном носителе. / Тез. докл. на VII Сов-Инд. симп. по химии природн. соедин. — Тбилиси, 1983. — С. 80-81.
- Гусель В. А., Вольф Н. Л., Фердман Л. А. Эффективность иглоукалывания при экспериментальной очаговой эпилепсии. / Тез. докл. на IV Всес. конф. по рефлексотерапии. — Л., 1984. — С. 79-80.
- Гусель В. А., Тывин Л. И. Влияние витамина Е и магнитного поля на экспериментальные эпилептогенные очаги в гиппокампе кроликов. ВИНИТИ №6117-83 Деп.15, 11, 83. — Фармакология и токсикология. — 1984, № 4. — Т. 47. — С. 127.
- Vlasov G. P., Gusel W. A., Kozhevnikova N. Yu., Illarionova N.G., Ditkovskaya I. B., Dorosh M. Yu, Krasnikova E. N. Syntesis and Study of N- and C-Oligopeptide Derivatives of 2-D-ala, 5-des-met-Enkephalin Amide. / In: "Peptides 1984". 18-th European Peptide Symposium. — Djurönäset, Sweden, 1984. — P. 329-332.
- Гусель В. А., Власов Г. П., Вольф Н. Л. и др. Противоэпилептическое действие мет-энкефалина и быстрое развитие толерантности к его эпилептизирующему действию. — Фармакология и токсикология. — 1985, № 4. — Т. 48. — С. 28-31.
- Гусель В. А., Кожевникова Н. Ю., Москвичёва Ю. Б. и др. С-концевые аналоги нейропептидов и изучение их биологического действия. / Тез.докл.Всес.конф. "Нейропетиды, их роль в физиол. и патолог.". — Томск, 1985. — С. 24.
- Гусель В. А., Кожевникова Н. Ю., Красникова Е. Н. Полимерные и олигомерные производные эндогенных биорегуляторов. / Тез.докл.Всес.конф. "Нейропетиды, их роль в физиол. и патолог.". — Томск, 1985. — С. 25.
- Гусель В. А., Зисельсон А. Д.,Коренев П. Б., Лапис Г. А., Ротледер А. М. Методические разработки к практическим занятиям-семинарам по клинической фармакологии на педиатрическом факультете. — Л.: ЛПМИ, 1985. — 87 с.
- Гусель В. А., Зисельсон А. Д., Вербов В. К. и др. Исследование концентрации теофиллина в крови у детей с упорно-рецидивирующей бронхиальной астмой. — Фармакология и токсикология. — 1986, № 5. — Т. 49. — С. 29-31.
- Гусель В. А., Власов Г. П., Кожевникова Н. Ю. и др. Синтез аналогов энкефалинов на полимерном носителе сефадексе Н-20. — Журнал общей химии. — 1986, № 7. — Т. 56. — С. 1635-1641.
- Гусель В. А., Власов Г. П., Кожевникова Н. Ю. и др. Синтез и изучение аналогов 5-дез-мет-Д-ала-энкефалин-гидразида. — Биоорганическая химия. — 1986, № 5. — Т. 12. — С. 591-599.
- Гусель В. А., Власов Г. П., Кожевникова Н. Ю. и др. Сопоставление степени снижения активности ацетилхолинэстеразы в области эпилептогенных очагов, созданных мет-энкефалином в гиппокампе крыс разного возраста. №6479-1386 от 04.09.86. / Реферат в Библ. указателей ВИНИТИ "Деп. рукописи". — 1987, № 1, б/о 589.
- Гусель В. А., Власов Г. П., Цырлин В. А. и др. Экзогенный опиатный нейропептид со структурой d-alа-5-des-метэенкефалинамида, обладающий гипертензивной активностью. / Авт. свидет. №4057198/04 (37407), проток. от 23.09.86. — 1986.
- Гусель В. А., Герасимюк Д. Л. Клинико-фармакологические обоснования индивидуализации фармакотерапии эпилепсии. / В сб."Индивидуализация и оценка эффективности психо-фармакотерапии". — Л., 1987. — С. 69-74. — (Сб. науч.тр. Ленингр.НИИ.психоневрол. им. Бехтерева).
- Гусель В. А., Зисельсон А. Д. О профилактическом примененении эуфиллина у детей с упорно-рецидивирующей бронхиальной астмой. / В сб."Актуальные проблемы аллергологии в педиатрии. " ч.1. Тез. докл. Всес. конф. — Кобулетти, 1987. — С. 149.
- Гусель В. А. Интерпретация результатов фармакокинетических исследований в педиатрии. / "Фармакология и научно-технический прогресс" Тез.докл.VI Всес. съезда фармакол. — Ташкент, 1988. — С. 106.
- Гусель В. А., Дручинина М. Г., Резник М. Б. и др. Опыт использования микроколоночного жидкостного хроматографа "Милихром" для определения концентрации лекарств в крови в условиях больницы. / Сб.трудов II МОЛГМИ "Достижения клинической фармакологи". — М., 1988. — С. 44-48.
- Гусель В. А., Герасимюк Д. Л., Скубак В. В. Оптимизация фармакотерапии эпилептического синдрома у детей с церебральным спастическим параличом. / Сб.трудов II МОЛГМИ "Достижения клинической фармакологи". — М., 1988. — С. 161-164.
- Гусель В. А., Мельникова Л. Н., Калиничева В. И. Коррекция дозирования эуфиллина недоношенным новорожденным детям первых дней жизни с синдромом дыхательных расстройств. / Сб.трудов II МОЛГМИ "Достижения клинической фармакологи". — М., 1988. — С. 138-142.
- Гусель В. А., Герасимюк Д. Л., Коровин А. М. Сравнение уровня карбамазепина в крови детей, страдающих церебральным спастическим параличом с судорожным синдромом, и детей, больных эпилепсией. / В сб. научн. работ ЛНИИ ДОТ им.Г. И. Турнера. — Л., 1988. — С. 169-171.
- Гусель В. А., Герасимюк Д. Л., Гузева В. И. и др. Фармакотерапия эпилепсии у детей и клиническая фармакология противоэпилептических средств. (Методические рекомендации). — Л., 1988.
- Гусель В. А., Коровин А. М. Гузева В. И. и др. Фармакологические особенности терапии эпилепсии в детском возрасте. (Методические рекомендации). — Л., 1988.
- Гусель В. А., Михайлов И. Б. Некоторые методические приёмы изучения нейротропных средств. / Метод. реком. МЗ СССР "Фармакол. изучение возраст.особен.в действии лекарственных средств". — М., 1988. — С. 47-52.
- Гусель В. А., Михайлов И. Б. Миокард и сердечные гликозиды. / Метод. реком. МЗ СССР "Фармакол. изучение возраст.особен.в действии лекарственных средств". — М., 1988. — С. 52-57.
- Гусель В. А., Зисельсон А. Д., Ротледер А. М. Фармакотерапия детей, больных ОРВИ, на догоспитальном этапе. (Методические рекомендации) / Ред. проф. И. М. Воронцов.. — Л., 1989. — 13 с.
- Зисельсон А. Д., Лапис Г. А., Ротледер А. М., Коренев П. Б. Клиническая фармакология на педиатрическом факультете (Учебно-методическое пособие) / Под ред. проф. В. А. Гуселя. — Л.: ЛПМИ, 1989. — 94 с.
- Гусель В. А., Богатырёва Н. В., Сиротина И. В. и др. Профилактика и лечение энцефалопатий у новорожденных детей под контролем терапевтического мониторирования. / "Актуальные вопросы фармакотерапии." Тез. докл. научно-практ. конф. — Уфа, 1990. — С. 58-60.
- Гусель В. А., Герасимюк Д. Л. Оптимальная фармакотерапия эпилепсии как этап, предшествующий хирургическому лечению. / В сб." Актуальн. вопр. нейрохир. детск. возр. ЛНИИНХИ им.А.Поленова. — Л., 1990. — С. 190-193.
- Гусель В. А. Оптимизация фармакотерапии эпилепсии с позиций клинической фармакологии. / Матер. VI Всерос. съезда невроп.и психиатров. — Омск, 1990. — С. 52.
- Гусель В. А., Башкирова И. В. Поиск объективных критериев эффективности противоэпилептических средств у детей, больных эпилепсией,с редкими припадками. / Матер. VI Всерос. съезда невроп.и психиатров. — Омск, 1990. — С. 34.
- Гусель В. А., Зисельсон А. Д., Смирнов Д. П. Индивидуализация эуфиллинотерапии у детей с упорно-рецидивирующей бронхиальной астмой под контролем терапевтического мониторинга. — Педиатрия. — 1990, № 7. — С. 23-27.
- Гусель В. А., Зисельсон А. Д., Мошеев М. И. и др. Значение клинико-фармакологических проб в выборе и оценке эффективности лекарственных средств у детей. / Матер.XV конф. стран-членов СЭВ "Актуальн. вопр. клин. Фармакол". — Волгоград, 1990. — С. 36-37.
- Гусель В. А., Зисельсон А. Д., Смирнов В. П. Терапевтический мониторинг в контроле за теофиллинотерапией у детей с хронической бронхиальной астмой. — Педиатрия. — 1990 № 7. — С. 52-54.
- Гусель В. А., Баландин А. В., Богатырёва Н. В. и др. Фармакокинетика ноотропила (пирацетама) у новорожденных детей. / VIII Советско-Итальянский симпозиума по нейропсихофармакологии. — Л., 1990. — С. 16.
- Гусель В. А. Клиническая фармакология противоэпилептических средств. (Лекция для врачей). — Фармакология и токсикология. — 1990, № 5. — Т. 53. — С. 81-85.
- Gusel W. A., Balandin A. V., Bogatireva N. V., Sirotina I. V., Shabalov N. P. Pharmacokinetics of Nootropil (Pyracetam) in Neonates. / 8-th Sov.-Italien Symposium of Neuropsychopharmacology. — Leningrad, 1990. — P. 72.
- Gusel W. A., Balandin A. V., Bogatireva N. V., Sirotina I. V., Shabalov N. P. Pharmacokinetic Problems in Neonates. The 2-d Baltic Meeting on Pharmacology and Clinical Pharmacolopgy (Abstracts). — Tallinn, 1990. — P. 44.
- Гусель В. А., Зисельсон А. Д., Громова О. А. Циркадианные ритмы бронхиальной проходимости как основа хронотерапии упорно-рецидивирующей бронхиальной астмы (БА) у детей. / Сб.-резюме I Веесоюз. конгресса по болезням орг. дых. — Киев, 1990. — С. 103.
- Гусель В. А., Мошеев М. И. Алгоритмированные клинико-фармакологические пробы (КФП) для выбора бронхоспазмолитиков у детей с упорно-рецидивирующей бронхиальной астмой (БА). / Сб.-резюме I Веесоюз. конгресса по болезням орг. дых. — Киев, 1990. — С. 101.
- Гусель В. А., Хаджидис А. К., Цыбулькин Э. К. Алгоритм выбора режима дозирования дофамина при разных синдромах легочно-сердечной недостаточности у новорожденных детей. / Матер. V Междун. научн. конф."Пробл. клинич. и экспер. фармакол. и побочных действий лекарств. средств.". — Тбилиси, 1990. — С. 193-194.
- Гусель В. А., Богатырёва Н. В., Шабалов Н. П. Оптимизация лечения синдрома гипервозбудимости у новорожденных детей фенобарбиталом и ноотропилом под контролем терапевтического мониторинга. / Матер. V Междун. научн. конф."Пробл. клинич. и экспер. фармакол. и побочных действий лекарств. средств.". — Тбилиси, 1990. — С. 69-70.
- Гусель В. А., Баландин А. В., Зисельсон А. Д. Сопоставление эффективности бронхоспазмолитиков и тонуса вегетативной нервной системы у детей, больных бронхиальной астмой. / Матер. V Междун. научн. конф."Пробл. клинич. и экспер. фармакол. и побочных действий лекарств. средств.". — Тбилиси, 1990. — С. 196.
- Гусель В. А., Баландин А. В. Назначение препаратов теофиллина продлённого действия в режиме хронокоррекции - оптимальный метод лечения детей с бронхиальной астмой. / 2-й Всес. конгресс по болезням органов дыхания. — Челябинск, 1991. — С. 250.
- Гусель В. А., Громова О. А. Характеристики периодов дезорганизации циркадианного ритма проходимости бронхов у детей, больных бронхиальной астмой. / 2-й Всес. конгресс по болезням органов дыхания. — Челябинск, 1991. — С. 81.
- Гусель В. А., Громова О. А. Методика хронобиологического исследования бронхиальной проходимости и хронокоррекции фармакотерапии детей, больных бронхиальной астмой.(Методические рекомендации для врачей) / Ред. проф. В. А. Гусель. — СПб., 1991. — 15 с.
- Гусель В. А., Громова О. А., Зисельсон А. Д. Хронобиологический подход к лечению бронхиальной астмы у детей. — Педиатрия. — 1991, № 5. — С. 92-95.
- Гусель В. А., Зисельсон А. Д., Лапис Г. А., и др. Непереносимость нестероидных противовоспалительных средств у больных бронхиальной астмой: клиника, диагностика, лечение. (Методические рекомендации для врачей) / Ред. проф. В. А. Гусель, доц. А. В. Харчев. — СПб., 1991. — 10 с.
- Гусель В. А., Громов С. А., Хоршев С. К. и др. Терапевтический и фармакологический мониторинг при индивидуализации монотерапии гексаммидином больных эпилепсией. — Журнал невропатологии и психиатрии имени С. С. Корсакова. — 1991, № 6. — Т. 91. — С. 34-38.
- Гусель В. А., Ротледер А. М. Клиническая эффективность сультамициллина у детей с бактериальными инфекциями. / В сб. "Актуальные пробл. химиотерап. бак. инф." (тез. докл. Всес. конф.). — М., 1991. — С. 162-163.
- Гусель В. А., Клименко В. А., Герасимюк Д. Л. Методические подходы к лечению больных детским церебральным параличом с эпилептическим и гипертензионно-гидроцефальным синдромом. / В. сб. "Восстановитель. лечение детей с заболев. и поврежд. опорно-двигат. аппарата". — СПб., 1991. — С. 104-106.
- Гусель В. А., Хоршев С. К., Смирнов Д. П. Терапевтический мониторинг при индивидуализации монотерапии бензоналом больных эпилепсией. — Фармакология и токсикология. — 1991, № 4. — С. 55-56.
- Гусель В. А., Ротледер А. М., Зисельсон А. Д. Эффективность лечения налкроном детей с пищевой аллергией. — Педиатрия. — 1991, № 3.
- Гусель В. А., Громова О. А. Исследование циркадианного ритма проходимости бронхов для хронокоррекции и динамической оценки эффективности порошковой ингаляционной форш сальбутамола у детей, больных бронхиальной астмой. — Педиатрия. — 1991, № 4.
- Гусель В. А. Клиническая фармакология лекарственные средств, используемых в неотложной терапии. / В кн."Неотложная помочь в педиатрии" / Ред. проф Э. К. Цыбулькин. — Ташкент: Изд. им. Ибн Синн, 1991. — С. 59-92.
- Гусель В. А., Баландин А. В., Громова О. А. Комбинирование исследования фармакокинетических препаратов теофиллина (обычного и пролонгированные) и циркадианного ритма проходимости бронхов для оптимизации лечения больных упорно-рецидивирующей бронхиальной астмой. / В сб."Современ.сост.и перепект. развит. фармакокинетики". (Докл. на III Всес. конф. по фармакинетике). — М., 1991. — С. 54.
- Гусель В. А., Баландин А. В., Громова О. А. Комбинирование исследования фармакокинетики препаратов теофиллина и циркадианного ритма проходимости бронхов. / В сб."Современ.сост.и перепект. развит. фармакокинетики". (Докл. на III Всес. конф. по фармакинетике). — М., 1991. — С. 75.
- Гусель В. А., Майзельс И. Г, Мандрыко А. И. и др. Сультамициллин (Уназин оральный) или ампициллин при бактериальных инфекциях у детей? / В сб."Уназин в широкой клинической практике". — Киев, 1991. — С. 11.
- Гусель В. А. Применение ноотропов в перинатологии. / 1-й Всероссийский конгресс "Человек и лекарства". — М., 1992.
- Zisselson A., Gusel V., Gromova O. Chronobiologische und chronopharmacologishe Aspekte des kindlichen Asthma bronchiale. — Sozialpediatrie in der Pediatrie. — 1993 № 9. — P. 522-527.
- Goussel W., Guerassimiouk D., Markhoff J-P. Sensorische Integrationsstörungen. / In: Möckel E., N.Mitha (Hrsg). "Handbuch der pädiatrischen Osteopathie". — Kandern: Urban & Fischer, 2006. — P. 415-422. — ISBN 3437564005.
- Goussel W., Guerassimiouk D., Markhoff J-P. Teilleistungsstörungen. / In: Möckel E., N.Mitha (Hrsg). "Handbuch der pädiatrischen Osteopathie". — Kandern: Urban & Fischer, 2006. — P. 422-425. — ISBN 3437564005.
- Goussel W., Guerassimiouk D., Markhoff J-P. Aufmerksamkeitsdefizit-Hyperaktivitätsstörung. / In: Möckel E., N.Mitha (Hrsg). "Handbuch der pädiatrischen Osteopathie". — Kandern: Urban & Fischer, 2006. — P. 425-433. — ISBN 3437564005.

## Общественная деятельность

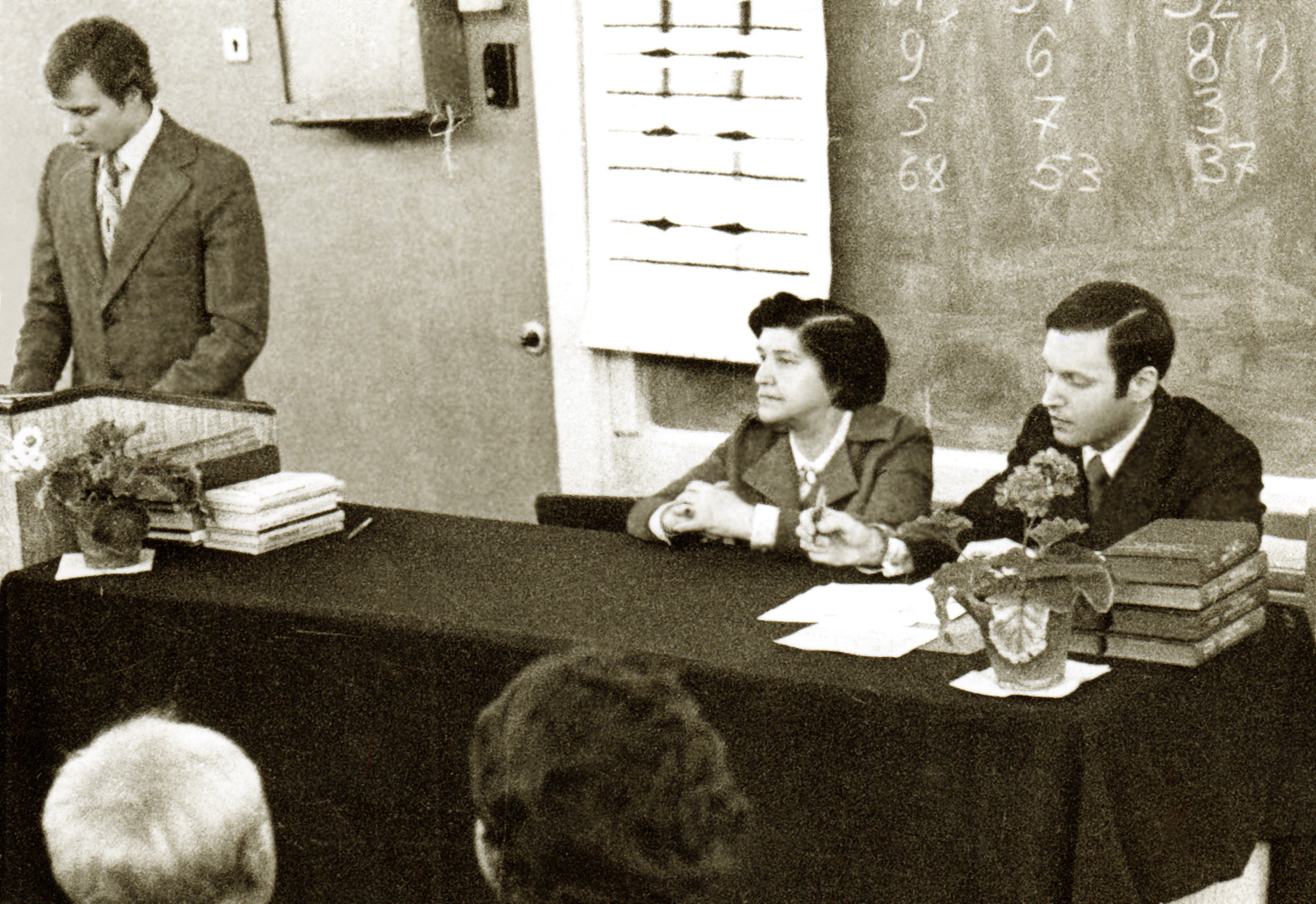
Конференция СНО ЛПМИ. В президиуме ректор института, проф. Г. А. Тимофеева и научн. рук. совета СНО, проф. В. А. Гусель.

- В течение многих лет, до 1989 года В. А. Гусель был научным руководителем Совета СНО ЛПМИ.
- Возглавлял комиссию ЛПМИ по оценке студентами работы профессорско-преподавательского состава института.
- В Ученом Совете по защите докторских и кандидатских диссертаций В. А. Гусель занимал должность ученого секретаря.
- Возглавлял комиссию по контролю деятельности администрации ЛПМИ.
- Возглавлял комиссию по дифференцированному назначению заработной платы профессорам и заведующим кафедрами ЛПМИ.

В Германии в 2016 году Вильям Анатольевич был включен в состав редакционной коллегии журнала «Немецкая Остеопатия» (DO-Deutsche Zeitschrift für Osteopathie).